# Lago Escútari
El lago Escútari, lago Shkodër, lago Shkodra o lago Skadar (albanés: Liqeni i Shkodrës, serbio: Skadarsko jezero/Скадарско језеро), también llamado a veces lago Scutari (toponimia de origen italiano), es un lago situado en la frontera entre Montenegro y Albania. Sus distintos nombres derivan del de Escútari, una ciudad del norte de Albania. 

## Generalidades
El lago Escútari fue antiguamente una bahía marítima, y es el más extenso de la península balcánica y de toda la Europa Meridional. La mayor parte pertenece a Montenegro y a Albania le pertenece una pequeña parte del lago. En las enciclopedias dice que su superficie es de 391 km², pero durante el periodo de invierno se extiende sobre más de 500 km. Lo alimentan aguas subterráneas y los ríos Moraca y Rijeka Crnojevica. En los islotes del lago, que son su mayor atractivo, durante la Edad Media los monjes se dedicaban a copiar libros. Vivían en monasterios e iglesias, de las que hay en casi todos los cincuenta islotes, por lo cual se suele decir que esta parte del país que es el monte Athos montenegrino.
En las orillas del lago de Shkodër hay sesenta asentamientos, siendo los principales Rijeka Crnojevica y Virpazar. Cerca de Virpazar, junto al lago, se halla la fortificación Grmozur, que es hoy día un hábitat ideal para distintas especies de aves. Esta fortaleza albergó durante mucho tiempo una prisión, utilizada para los delincuentes más peligrosos.

## Medio ambiente
Desde el 2 de febrero de 2006 el lago Escútari, junto con el río Buna, forman el sitio Ramsar n.º 1.598, calificación que se refiere a humedales de importancia internacional, protegidos por el Convenio de Ramsar. El sitio abarca una superficie de 49 562 hectáreas y su altitud va desde el nivel del mar hasta los 544 metros. El humedal protege la zona oriental de este lago, además del río Buna. La zona comprende una variedad de hábitats: agua dulce, agua salobre, bosques, marismas de agua dulce, pastos húmedos, un litoral arenoso y entornos rocosos en los que viven alrededor entre 900 y 1000 especies vegetales. 
Este lago se distingue por el gran número de aves. El sitio Ramsar tiene alrededor de 25 000 aves acuáticas que pasan aquí el invierno, entre ellas la malvasía, especie amenazada, y el zarapito fino, en peligro crítico. Se calcula que aquí tienen su morada permanente o temporal 270 especies de aves, o casi la mitad de las variedades que habitan el continente europeo. La mayoría de las aves están protegidas, y los turistas solo las pueden fotografiar y observar, pero a pesar de ello hay bastantes variedades por las que se suele decir de Shkodër que es un paraíso para los cazadores. La temporada de caza dura desde agosto hasta marzo. 
El lago es rico también en peces. La conexión con el río Drin asegura la migración de las principales especies de peces del Adriático a través del lago Shkodër hacia y desde los lagos Ohrid y Prespa, como las especies amenazadas esturión estrellado y trucha adriática así como otro tipo de esturión (el esturión Studio), considerado en peligro de extinción y la Chondrostoma scodrensis, considerada ya extinta.
Las principales amenazas medioambientales que sufre el lago provienen de las prácticas, pasadas y presentes, de obtener agua para la agricultura, el desarrollo incontrolado, los cambios en el régimen de las aguas, la deforestación, la caza y la pesca ilegales y las especies exóticas. Las principales actividades humanas son la agricultura, la ganadería, la pesca y el turismo.